# Krešimir Zubak
Krešimir Zubak (Doboj, 25. siječnja 1947.), hrvatski bosanskohercegovački političar, prvi predsjednik Federacije BiH i prvi hrvatski član Predsjedništva BiH.
Prije rata bio je zamjenik javnog tužitelja, a potom predsjednik Okružnog suda u Doboju. Od 1980. do 1984. bio je doministar pravosuđa u SR BiH, a nakon toga predsjednik Višeg suda u Doboju do 1992. Tijekom rata u BiH obitelj mu je protjerana iz Doboja, a nakon povratka iz prognanstva imenovan je ministrom pravosuđa u Vladi Herceg-Bosne. Nakon ostavke Mate Bobana na mjesto predsjednika Herceg-Bosne, Zubak je izabran za njegovog nasljednika 1994.
Iste godine, na Ustavotvornoj skupštini Federacije BiH izabran je za njezinog prvog predsjednika. Sudjelovao je u Daytonskim pregovorima 1995., a Daytonski mirovni sporazum potpisao je u prosincu 1995. Iduće godine je izabran za prvog hrvatskog člana Predsjedništva BiH. Predsjednik FBiH prestao je biti 1997.
Nakon razlaza s vodstvom HDZ-a BiH, čiji je predsjednik bio Ante Jelavić, Zubak je, sa skupinom istomišljenika, osnovao Novu hrvatsku inicijativu, stranku bliskoj građanskim opcijama u BiH. Imao je podršku i međunarodne zajednice. NHI je 2001. ušao je u građansku koaliciju Alijanse za promjene predvođenu SDP-om BiH. U toj vladi Zubak je imenovan ministrom za ljudska prava i izbjeglice.
Koalicija Alijanse za promjene skinuta je s vlasti 2002., a Zubakov NHI na idućim izborima prolazio je lošije. Stoga se Zubak odlučio na spajanje NHI-a s HSS-om u novu stranku HSS-NHI. Zubak je 2013. postao član stručnog tima pod pokroviteljstvom Američkog veleposlanstva za izmjenu Ustava FBiH što je inicirao američki veleposlanik Patrick Moon, no inicijativa je propala.

## Jugoslavija
Krešimir Zubak rođen je u Doboju. Diplomirao je na Pravnom fakultetu u Sarajevu 1970. Sljedećih nekoliko godina radio je kao pravnik u jednog građevinskoj tvrtki, a nakon toga započeo je pravosudnu karijeru. Počeo je kao zamjenik javnog tužitelja u Doboju, te konačno završio kao predsjednik Okružnog suda u Doboju. Od 1980. do 1984. bio je doministar pravosuđa u SR BiH. Nakon toga je bio predsjednik Višeg suda u Doboju do 1992.

## Rat u BiH
Pred početak rata, Zubak se ponovno zaposlio u Ministarstvu pravosuđa, međutim, nakon napada srpskih snaga na Usoru, vratio se kući. Bio je teško ranjen tijekom neuspješne operacije oslobađanja Doboja, odnosno zauzimanja strateški važnog Putnikovog brda. Metak mu je prošao među prsa i pazuha i izbio vani u donjem dijelu kralježnice. Zbog te rane postao je 40-postotni invalid, a operiran je u bolnici u Tešnju. Uskoro mu je obitelj protjerana iz Doboja, a Zubak je otišao u prognanički život u Vodice kod Šibenika. Zubak je uskoro otišao u Hercegovinu, dok mu je ostatak obitelji, supruga i dva sina, otišao u Zagreb, gdje su mu sinovi završili pravo.
Nakon što je stigao u Hercegovinu, imenovan je ministrom pravosuđa u Vladi Herceg-Bosne. Nakon što je dotadašnji predsjednik Herceg-Bosne Mate Boban dao ostavku na mjesto predsjednika u Livnu 4. travnja 1994., Zubak je izabran za njegovog nasljednika. Idući mjesec, 31. svibnja, na Ustavotvornoj skupštini Federacije BiH izabran je za prvog predsjednika FBiH.
Sudjelovao je u pregovorima oko sklapanja Daytonskog mirovnog sporazuma. Konačno je potpisao sporazum 14. prosinca 1995.

## Nakon rata
S Ejupom Ganićem potpisao je u Sankt Peterburgu Peterburški sporazum, kojeg je Zubak smatrao nastavkom ranije potpisanog Daytonskog sporazuma. U njemu su se Zubak i Ganić dogovorili o postupnom isključivanju institucija Herceg-Bosne i tadašnje Republike BiH, što je trebalo jamčiti federalni karakter FBiH. Sporazum je kritizirao Haris Silajdžić te je on konačno propao.
Na općim izborima održanim u rujnu 1996., Zubak je bio kandidat HDZ-a BiH za hrvatskog člana Predsjedništva BiH. Uspio je dobiti izbore s 330 477 (88,7%) glasova. Najjači protukandidat bio mu je Ivo Komšić, tada kandidat HSS-a.
HDZ BiH napustio je 1998. i osnovao Novu hrvatsku inicijativu. Pozdravio je Barryjeve amandmane na Pravila i propisa Privremenog izbornog povjerenstva kojima je omogućeno da izaslanike u Domu naroda Parlamenta FBiH, bez obzira na njihovu nacionalnost, mogu predlagati i birati svi zastupnici u skupštinama županija Federacije BiH. Time je bilo moguće da hrvatske izaslanike biraju Bošnjaci. S novom strankom ušao je u vladajuću građansko-unitarnu koaliciju Alijanse za promjene predvođene SDP-om BiH, gdje je 2001. imenovan ministrom za ljudska prava i izbjeglice. Koalicija je izbačena iz vlasti 2002. Zubakov NHI nije ostvarivao značajan politički uspjeh, te se, nakon znatnog oslabljenja udružila s HSS-om stvorivši HSS-NHI u listopadu 2007. Ni HSS-NHI, kasnije preimenovan u Hrvatski narodni savez BiH, nije uspio poličiti značajan politički uspjeh.
Nakon općih izbora održanih u listopadu 2010., Zubak je podržao stvaranje tzv. platformaške Vlada Federacije Bosne i Hercegovine bez prisustva hrvatskih legitimnih predstavnika. Kada je HDZ 1990 odbio pristupiti u takvu vladu, u koju je ušao njezin koalicijski partner HSP BiH, Zubak je ustvrdio da HDZ 1990 "čini političko samoubojstvo". Kasnije je njegova stranka, Hrvatski narodni savez BiH, pripojen HDZ-u 1990, a vodstvo stranke kooptirano je u vodstvo HDZ-a 1990, dok se sam Zubak povukao iz političkog života.
Oženjen je i ima dva sina, također pravnici.